# Багчи, Джахит
Джахит Багчи (тур. Cahit Bağcı; род. 25 июня 1964, Османчик, Чорум) — турецкий государственный деятель и дипломат. Депутат парламента Турции 23, 24, 25 созывов (2007—2015). Посол Турции в Азербайджане (2021—2025).

## Биография
Родился 25 июня 1964 года в Османчике, Чорум. В 1988 году окончил факультет социологии Ближневосточного технического университета.
В 1993 году получил степень магистра Ближневосточного технического университета по социологии.
В 1999 году окончил докторантуру Манчестерского университета. Доктор социологических наук.
С 1993 года работал в университете Ван Юзюнчу Йыл. Преподавал на факультете науки и образования. С 2000 года — ассистент. С 14 ноября 2017 года — доцент. 
С 1988 по 1993 год, и с 2003 года работал в Управлении социального планирования Государственной плановой организации Турции координатором программ в области образования. 
С 2001 по 2003 год являлся докладчиком Совета по надзору за пенитенциарными учреждениями и местами содержания под стражей провинции Ван.
С 2005 года являлся советником Государственной плановой организации Турции.
С 2003 по 2007 год являлся председателем комиссии по тендерам подсекретариата казначейства при премьер-министре Турции. 
22 июля 2007 года избран депутатом парламента Турции 23 созыва от провинции Чорум от Партии справедливости и развития.
Депутат парламента Турции 23, 24, 25 созывов (10 августа 2007 — 1 ноября 2015).
Являлся членом Комиссии по планированию и бюджету, заместителем председателя Комиссии Турция — ЕС парламента. 
Являлся руководителем межпарламентской рабочей группы Турция — Буркина-Фасо.
С октября 2007 года по март 2016 года являлся заместителем председателя по социальным и экономическим вопросам Партии справедливости и развития.
С марта 2016 года по сентябрь 2018 года являлся советником премьер-министра Турции. В этой должности занимался вопросами мониторинга государственных инвестиций.
С 1 сентября 2016 года являлся членом попечительского совета Фонда просвещения Турции.
Посол Турции в Азербайджане (3 мая 2021 — 22 января 2025).
Владеет английским языком.